# نادي ميلانو 1958 لكرة السلة
نادي ميلانو 1958 لكرة السلة (بالإيطالية: Pallacanestro Milano 1958)‏ هو فريق كرة سلة إيطالي تأسس في سنة 1955 يقع في ميلانو. لعب في ليغا باسكيت الدرجة الأولى.

## أبرز اللاعبين
من أبرز اللاعبين الذين لعبوا معه:
- ساندرو غامبا
- ديدو جوريري

## وصلات خارجية
- الموقع الرسمي